# Link TV
Link TV, originalmente WorldLink TV, es una red estadounidense de televisión por satélite no comercial que proporciona lo que describe como “diversas perspectivas sobre cuestiones mundiales y nacionales”. Se transmite a nivel nacional en DirecTV (cap. 375) y Dish Network (cap. 9410). Link TV se lanzó como una red no comercial diaria de 24 horas el 15 de diciembre de 1999. No recibe dinero de los proveedores de satélites, sino que depende de las contribuciones de los espectadores y fundaciones.
Link TV transmite una mezcla de documentales, noticias globales y nacionales, música de diversas culturas y programas que promueven la acción ciudadana. La red también transmite noticias en inglés de Al Jazeera English, Deutsche Welle, NHK y France 24, así como varios documentales y videos musicales del mundo. Los programas de Select Link TV se transmiten por Internet, a través del sitio web del canal.
La red también produjo Mosaic: World News from the Middle East, un programa de noticias traducidas del Medio Oriente.

## Historia
Las emisoras directas por satélite recibieron el mandato de reservar el 4% de su espacio de canal para programación educativa e informativa no comercial. ITVS, Internews Network e Internews Interactive se unieron para formar Link Media Inc. para programar un canal, WorldLink TV, para este mandato. WorldLink TV fue uno de los nueve canales seleccionados para cumplir con el mandato de DirecTV.
En octubre de 2012, Link TV anunció que se fusionaba con KCET, una estación de televisión pública independiente de Los Ángeles, para formar una nueva entidad sin fines de lucro, que se llamaría KCETLink. La entidad tenía su sede en las instalaciones de KCET en Burbank. En 2018, KCETLink se fusionó con la Fundación KOCE-TV para formar el Grupo de Medios Públicos del Sur de California.

## Producción y proyectos
En 2010, Link TV anunció el lanzamiento de ViewChange.org, una plataforma de video en línea financiada por la Fundación Bill y Melinda Gates que tiene como objetivo crear conciencia sobre los problemas de desarrollo global. Aplica la tecnología de web semántica al video para crear automáticamente enlaces a contenido relacionado de otras fuentes en línea.
Junto con el Festival Internacional de Cine Human Rights Watch de la ciudad de Nueva York, LinkTV transmitió un programa "Jóvenes que producen cambios" que muestra el trabajo de jóvenes de todo el mundo. También apoyan los esfuerzos para financiar grupos como imMEDIAte Justice Productions, que ayudan a los jóvenes a crear sus propias obras cinematográficas.
Las instalaciones de producción de Link TV se encuentran en San Francisco, Washington D. C. y Burbank, California.

## Programas

### Original
- Mosaico: Noticias mundiales del Medio Oriente
- Informe de inteligencia de mosaico
- Pulso mundial
- pulso latino
- CINEMONDO
- Espíritu mundial
- Explorar
- Foco de la tierra
- Quién habla por el Islam
- Puente a Irán
- Conversaciones reales
- Lente global
- Océanos 8
- DOC-DEBUT
- 4 REALES
- hombres de palabras
- Almuerzo con Bokara
- Conversaciones de Bokara sobre la conciencia
- Proyecto de compromiso entre los EE. UU. y los musulmanes
- La ética y la crisis mundial
- Líneas de color
- futuro expreso
- Conexiones
- El lobby de Israel
- Jóvenes Produciendo Cambio
- EnlaceAsia

### Con licencia
- Noticias DW
- Borgen
- France 24 Noticias del mundo
- ¡Democracia Ya!
- En Foco (Deutsche Welle)
- Newshour (Al Jazeera en inglés)
- Línea de noticias NHK
- Sin dormir en Gaza... y Jerusalén
- Ted habla
- trabajo árabe
- Raperos, Divas, Virtuosos: Nueva Música del Mundo Musulmán
- hermano de la ciudad

## Afiliados
- KCET[4]
- KOCE-TV
- KRCB 1 am a 5 am[6]